# Battaglia di Lippa
La battaglia di Lippa fu uno scontro che ebbe luogo il 7 settembre 1813 a Lippa, in quella che oggi è la Croazia, allora parte del Regno di Croazia, parte dell'Impero austriaco. Sebbene un piccolo scontro, la battaglia segnò la svolta del fronte illirico della campagna d'Italia, che avrebbe portato alla caduta delle Province Illiriche.

## Contesto storico
Dopo la fine della campagna di Russia, l'esercito di Napoleone, travolto dal rigido inverno russo, si trovava in uno stato di tremenda debolezza: meno di un decimo dei soldati partiti per l'impresa erano tornati indietro. Comprendendo che per la prima volta Napoleone era stato messo in difficoltà, le altre nazioni europee a lui ostili dichiararono guerra alla Francia. Dopo qualche mese di tremende lotte, le parti raggiunsero un armistizio mediato dall'Austria. Non riuscendo a raggiungere un accordo, soprattutto per colpa delle pretese di Napoleone, la naturale scadenza della tregua fu raggiunta: le ostiità ripresero e l'Austria, prima neutrale, si chierò per l'ennesima volta contro i francesi.

## Antefatti
Napoleone, ovviamente, aveva intuito le intenzioni dell'Austria ed aveva preso le dovute precauzioni, inviando il suo figliastro Eugenio, viceré d'Italia ed uno dei suoi migliori generali, a difendere la penisola. Questi raccolse un esercito di circa 50000 uomini e si diresse in Friuli, dove intendeva affrontare gli austriaci. Il suo esercito fu diviso in tre corpi d'armata: in Carinzia si sarebbero stabilite le due divisioni comandate dal generale Grenier, nella valle dell'Isonzo e della Sava avrebbero operato le forze sotto il generale Verdier, mentre gli italiani di Pino avrebbero manovrato in Istria e Dalmazia.

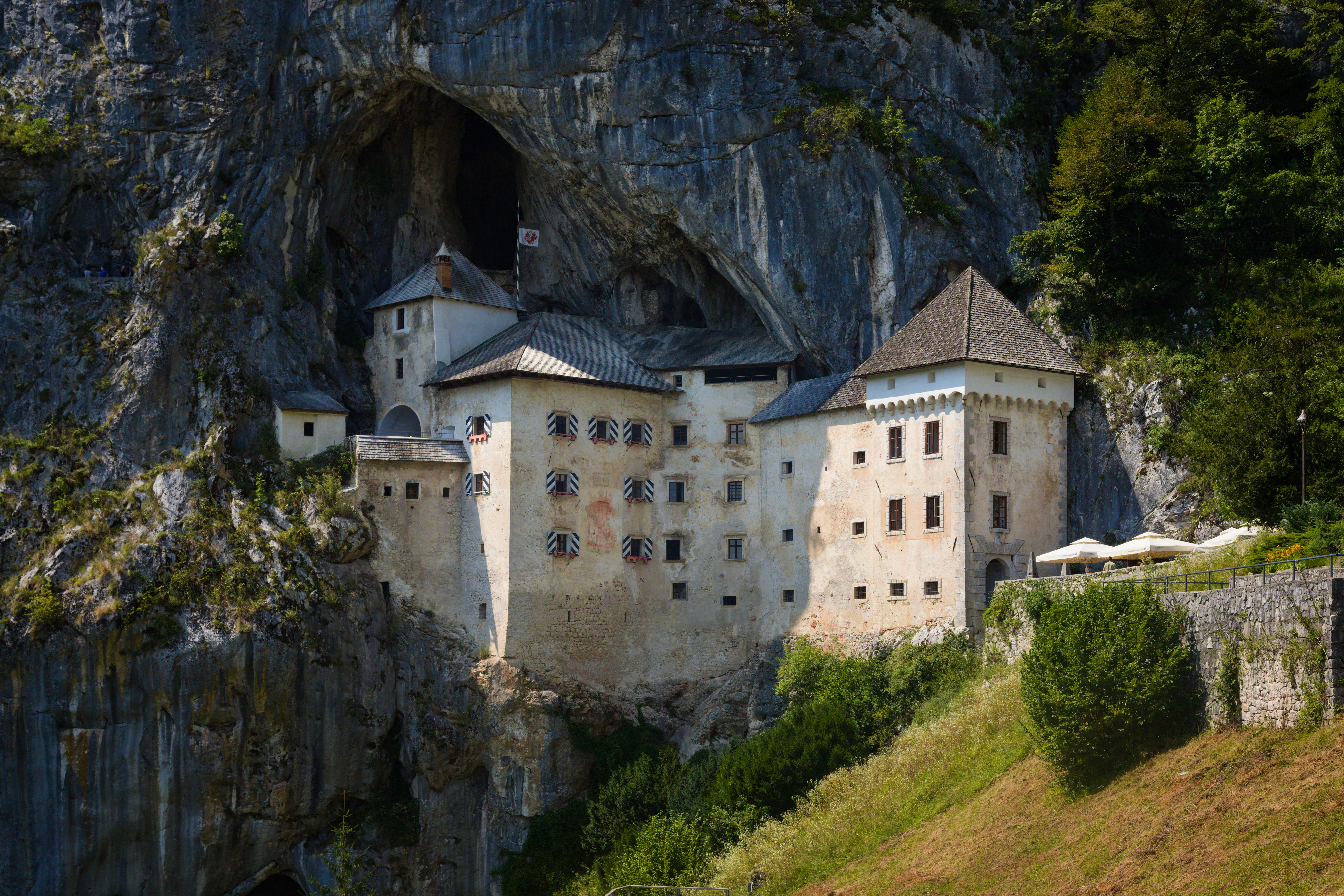
Castello di Postumia

Dopo la vittoria di Feistritz, Eugenio fece spostare le truppe della divisione Marcognet verso Krainburg per cercare di rafforzare il controllo sul passo di Loibl, mentre una delle due brigate della divisione Palombini, precisamente la brigata Galimberti, avrebbe raggiunto San Marein, in modo da proteggere il quartier generale di Eugenio, Laybach, dalle forze di von Radivojevich. Queste manovre furono tutte ostacolate dal movimento del generale Nugent: partito da Karlstadt ad agosto, si era distaccato dal corpo di von Radivojevich e si era diretto verso il litorale, dove era riuscito a conquistare Fiume e adesso si muoveva verso nord, minacciando le comunicazioni tra Trieste e Gorizia, secondo quanto riportato nei rapporti del generale Pino. Per evitare questo pericolo, fu inviata la brigata Ruggieri della divisione di Palombini ad ostacolare i movimenti di Nugent.
In realtà, molte altre precauzioni e sforzi più consistenti sia da parte di Pino sia da parte di Fresia, governatore di Trieste, avrebbero dovuto essere fatti: ad esempio la posizione critica di Adelsberg fu rafforzata da soli 3 battaglioni mentre Nugent riusciva ad occupare Castelnuovo, un'ottima postazione difensiva. La mattina del 7 settembre, Ruggieri avanzò con 3 battaglioni e 6 cannoni, seguito da Fresia, che aveva lasciato Trieste con circa 2000 uomini e 2 cannoni, tentando una ricognizione offensiva lungo la strada tra Trieste e Fiume.

## La battaglia

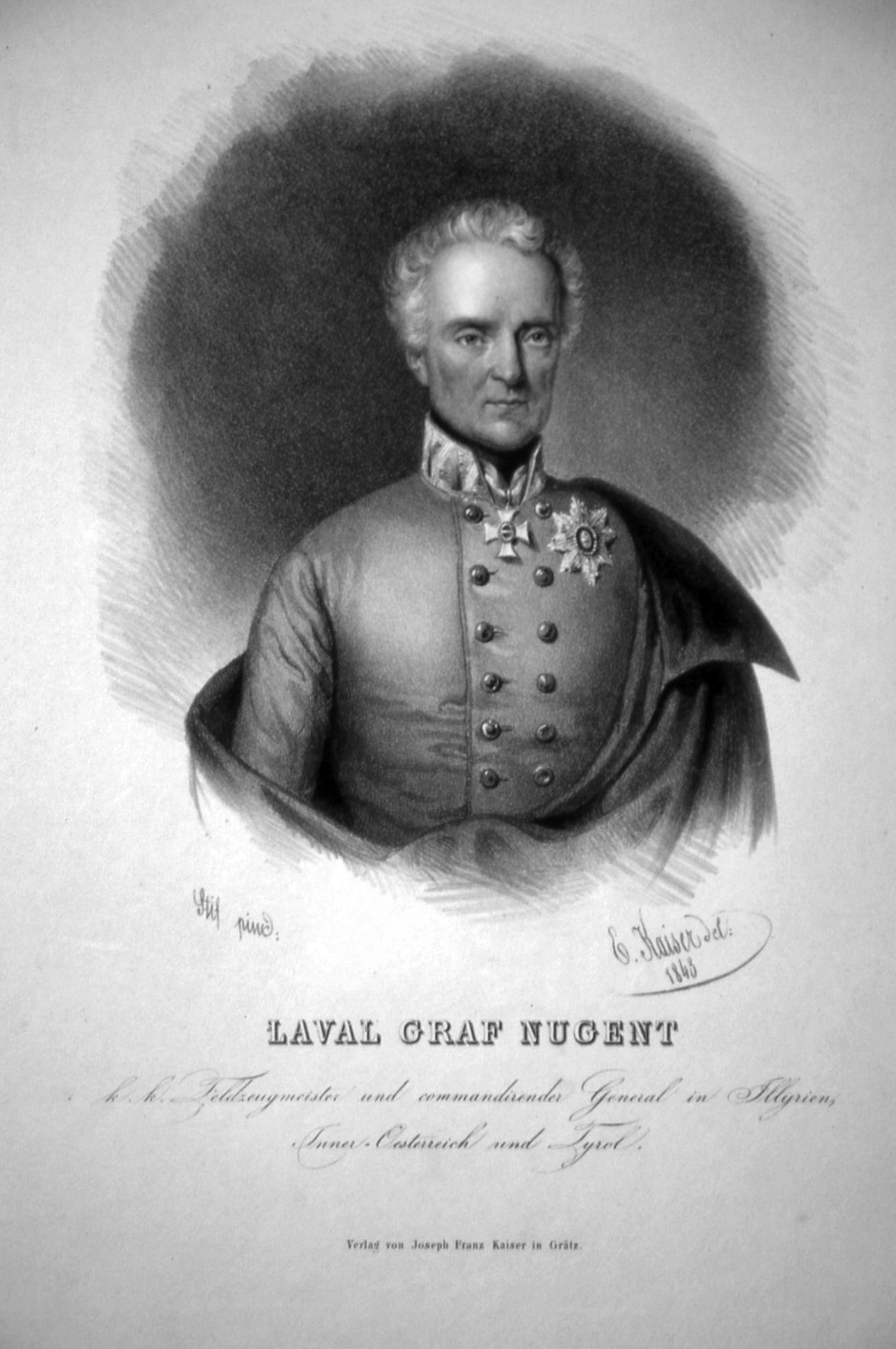
Il generale Nugent

Fresia, giunto da Matteria nei pressi di Castelnuovo, decise di attaccare la fortezza, che sapeva essere presidiata dagli uomini di Nugent. Il generale austriaco, che aveva previsto la possibilità di questo attacco, aveva ordinato, proprio per la forza naturale della posizione di Castelnuovo, al piccolo distaccamento ivi dislocato di mantenersi in posizione almeno il tempo necessario per permettere alla riserva di arrivare in linea. Il distaccamento di Dornegg, al contrario, doveva ritirarsi rapidamente non appena fosse stato attaccato da forze superiori in numero. Seguendo le istruzioni di Nugent, il capitano Zuccheri evacuò Dornegg quasi senza combattere e si ritirò su Jelschane, mentre la riserva si dirigeva con decisione da Lippa verso quel villaggio.
Il generale Ruggieri attaccò Jelschane due volte. Ma il fuoco ben calibrato dei quattro cannoni e della fanteria di Nugent fermò ogni volta le sue truppe, che avanzavano in colonne serrate e causò disordine nelle loro file. Senza lasciare loro il tempo di riorganizzarsi dopo il secondo tentativo, Nugent passò a sua volta all’offensiva, conquistò quasi senza sforzo il villaggio di Dolene e costrinse Ruggieri, che era stato respinto lungo tutta la linea, a ritirarsi attraverso Dornegg verso Adelsberg. Il capitano Zuccheri inseguì da solo i francesi con il suo distaccamento, mentre la riserva rientrava al più presto a Lippa.
Mentre Nugent riportava questo successo sull'ala destra, la colonna francese di Fresia era riuscita a raggiungere Castelnuovo e prendere quella posizione dagli austriaci, che si stavano lentamente ritirando, rallentando quanto più possibile i napoleonici. Fresia era giunto a Passiak, 5 chilometri ad ovest di Lippa, quando la riserva austriaca, di ritorno da Jelschane, irruppe nello scontro. Nugent ordinò subito a tre compagnie del reggimento Erzherzog Franz Carl di eseguire un movimento per aggirare sul fianco destro dei francesi, che furono così costretti a ritirarsi in tutta fretta e disordine proprio mentre stavano per essere completamente accerchiati. Il capitano d'Aspre li inseguì con decisione alla testa di alcuni cavalleggeri sostenuti da un battaglione, completò la rotta e si impadronì di un cannone e diversi carri di munizioni. Senza lasciarsi fermare dalla notte, d’Aspre colpì così duramente le truppe del generale Fresia che queste non riuscirono nemmeno a mantenere la posizione fortificata di Herpelje, che fu presa quasi senza combattere. I resti della colonna di Fresia fuggirono fino a Basovizza.

## Conseguenze
La battaglia terminò con la vittoria dell'Austria e gli italiani tornarono a Trieste. La brigata Ruggieri aveva lasciato sul campo quattro ufficiali e oltre 100 uomini uccisi, oltre a 300 feriti, tra cui lo stesso comandante. L’ala sinistra di Nugent, invece, aveva fatto oltre 500 prigionieri nei vari scontri e inflitto alla colonna di Fresia perdite gravi in morti e feriti. Per contro, la giornata era costata agli austriaci soltanto 3 ufficiali e 90 uomini fuori combattimento. Inoltre, 400 croati, probabilmente inclusi tra i prigionieri menzionati nel rapporto di Nugent, decisero di disertare, vestendo immediatamente le divise della divisione di Nugent.
Pochi giorni dopo Eugenio inviò l'intera divisione del generale Pino, affiancato da Palombini, a gestire la situazione in Istria: i due militari italiani intercettarono le forze di Nugent a Jelschane, pochi chilometri più avanti rispetto a Lippa e lo sconfissero.